# Aku (peuple)
Pour les articles homonymes, voir Aku.
Les Aku sont une population d'Afrique de l'Ouest vivant en Gambie.

## Population
Ils sont peu nombreux – quelques milliers – et ne représentent que 1 % de la population gambienne, mais ont été (telle Hannah Forster) et restent influents dans le monde des affaires et des professions libérales.

## Histoire
Les Aku sont issus d'unions entre Européens et anciens Captifs Africains libérés venus à Bathurst (aujourd'hui Banjul) en provenance de Freetown (Sierra Leone).

## Langue
Ils parlent l'aku, un créole de l'anglais, dialecte du krio.